# Stefanie Suren

Stefanie Suren

Stefanie Suren (* 1978 in Tettnang, Baden-Württemberg) ist eine deutsche Journalistin und Fernsehmoderatorin. Sie ist bei der Deutschen Welle angestellt und dort Leiterin des Bereiches "Digitales Leben".
Nach dem Abitur im Jahr 1997 studierte Suren „Media Studies“ und „Asian Politics“ an der La Trobe University in Melbourne, Australien. Anschließend absolvierte sie ein trimediales Redaktionsvolontariat bei Deutsche Welle (DW) und wurde zur Fernseh-, Radio- und Online-Redakteurin ausgebildet. Von 2003 bis 2008 arbeitete Stefanie Suren als freie Reporterin, Redakteurin und Chefin vom Dienst für euromaxx – Leben und Kultur in Europa, ein tägliches Lifestyle-Magazin auf DW.
Im Anschluss an mehrere Arbeits- und Studienaufenthalte in China arbeitete sie 2006/2007 sechs Monate bei Radio Taiwan International in Taipeh. Während der Olympischen Spiele 2008 berichtete Suren aus Peking.
Von 2008 bis 2013 war Suren Teamchefin und Moderatorin bei fit & gesund, einem wöchentlichen Gesundheitsmagazin der DW. Von 2014 bis 2016 leitete sie die Abteilung Lebensart in der Hauptabteilung Kultur.
Suren lebt in Berlin und ist mit Markus Rau verheiratet. Sie hat zwei Kinder.